# Mircea Bornescu
Mircea Alexandru Bornescu (n. 3 mai 1980, București, România) este un portar român de fotbal retras din activitate, care a evoluat la 9 cluburi de fotbal toate din România.El este deținătorul recordului de cele mai mult goluri ca portar din România.

## Titluri
| Sezon     | Club                  | Titlu         |
| --------- | --------------------- | ------------- |
| 2005-06   | Universitatea Craiova | Liga II       |
| 2012–2013 | Petrolul Ploiești     | Cupa României |